# 安东·谢尔贝里
安東·謝爾貝里 (瑞典語：Anton Källberg，瑞典語發音：[ˈǎnːtɔn ˈɕɛ̂lːˌbærj]; 1997年8月17日—) ，瑞典男子乒乓球运动员。

## 職業生涯

### 2021
謝爾貝里代表瑞典參加2020年東京奧運，他在64強擊敗美國隊的尼克希爾·庫馬爾，隨後在32強被大會第五種子林昀儒擊敗。之後的團體賽，在16強賽中作為瑞典隊的第三點，擊敗了美國選手周昕。之後的8強賽中不敵地主日本隊，第一點與卡爾松的雙打組合以1-3敗給日本的丹羽孝希和張本智和組合，第二點隊友法爾克擊敗水谷隼，謝爾貝里負責的第三點單打中又以1-3輸給日本主將張本智和，隨後第四點隊友法爾克和卡爾松也被擊敗，瑞典隊止步八強。

### 2022
謝爾貝里在2022年歐洲錦標賽中和隊友喬恩·佩爾森奪下男子雙打的銅牌。

### 2023
謝爾貝里在2023年的歐洲錦標賽中和隊友特魯爾斯·莫雷加德、马蒂亚斯·法尔克、克里斯蒂安·卡尔松等人助瑞典隊奪下繼2002年後時隔21年的男子團體金牌。

### 2024
謝爾貝里代表瑞典參加2024年巴黎奧運，他在男子單打64強擊敗剛果隊的薩希德·艾多烏，隨後在32強以2-4輸給當屆銅牌，大會第三種子的法國選手费利克斯·勒布伦，無緣16強。在隨後舉行的團體賽中瑞典隊擊敗了丹麥隊，在八強賽中遇到大會第二種子德國隊，負責第一點雙打和第三點單打；第一點和卡爾松擊敗了德國邱黨和蒂莫·波爾組合，第三點單打中面對德國傳奇老將蒂莫·波爾以3-1的局數獲勝，帶領瑞典隊淘汰德國隊。四強賽中遇到第四種子日本隊，在第一點和卡爾松雙打失利以及瑞典主將特魯爾斯·莫雷加德不敵日本主將張本智和的情況下的0-2淘汰邊緣，隊友卡爾松先是在第三點的單打擊敗了日本第二主力户上隼辅，成功為瑞典隊續命；主將特魯爾斯·莫雷加德也在第四點擊敗篠塚大登，成功將分局比分扳平。決勝盤謝爾貝里面臨日本王牌張本智和，在局數2-0的逆境下連追三局成功翻盤，帶領瑞典隊晉級金牌戰，成為瑞典隊的最大功臣。
金牌戰第一點中，和卡爾松不敵中國隊的王楚欽和馬龍，第二點隊友特魯爾斯·莫雷加德以2-3不敵樊振東，第三點卡爾松的單打也以2-3輸給了王楚欽，瑞典隊奪下銀牌，但也創造了瑞典在奧運桌球男團最好成績。

## 國際賽事成績
| 年份 | 比賽                                   | 決賽對手          | 比分 | 引用來源 |
| ---- | -------------------------------------- | ----------------- | ---- | -------- |
| 2019 | 國際桌總世界巡迴賽克羅埃西亞桌球公開賽 | 克里斯蒂安·卡爾松 | 4–1  | [ 10 ]   |
| 2021 | WTT 常規挑戰賽突尼斯站                 | 邱黨              | 4–0  | [ 11 ]   |
| 2023 | WTT 常規挑戰賽突尼斯站                 | 派翠克·法蘭茲卡   | 4–1  | [ 12 ]   |